# Frederic Rzewski
Frederic Anthony Rzewski (ur. 13 kwietnia 1938 w Westfield, Massachusetts, zm. 26 czerwca 2021) – amerykański kompozytor, pianista i pedagog, jedna z czołowych postaci awangardy amerykańskiej lat 60. XX wieku.

## Życiorys
Wykształcenie muzyczne zdobywał na Uniwersytecie Harvarda w latach 1954–1958 (m.in. kontrapunkt u R. Thompsona i orkiestrację u W. Pistona) oraz na Uniwersytecie w Princeton w latach 1958–1960 (kompozycja u R. Sessionsa i M. Babbitta). Dzięki stypendium Fulbrighta kontynuował studia w Europie: w 1960–1961 u Dallapiccoli we Florencji; w 1963–1965 u E. Cartera w Berlinie.
Działał także jako pianista, wykonywał głównie muzykę awangardową. Był pierwszym wykonawcą Klavierstück X Stockhausena (1962). Wykładał na Kursach Nowej Muzyki w Kolonii (1963, 1964, 1970). W 1966, wraz z Allanem Curranem i Richardem Teitelbaumem, założył w Rzymie grupę Musica Elettronica Viva (MEV), która wykonywała jego utwory multimedialne i improwizacyjne.
W 1971 wrócił do Nowego Jorku. W 1977 został profesorem kompozycji w Królewskim Konserwatorium w Liège. Wykładał również na uniwersytetach Yale’a, w Cincinnati, Buffalo, San Diego, w konserwatoriach w Hadze i Hochschule der Künste w Berlinie.

## Twórczość
Jego twórczość należy do II awangardy europejskiej, którą cechuje radykalizm estetyczny, przełamywanie tradycyjnych konwencji dzieła muzycznego i dążność do poszerzenia środków wykonawczych. Jego liczne kompozycje noszą lewicujące akcenty polityczno-społeczne. Szczególnie mocno akcentował swoje poglądy po obaleniu w Chile rządu Salvadore Allende (np. wariacje fortepianowe The People United will never be Defeated oparte na temacie chilijskiej pieśni rewolucyjnej El pueblo unido jamás será vencido! Sergio Ortegi).
Szczególne miejsce w dorobku Rzewskiego zajmują utwory multimedialne z udziałem środków elektroakustycznych. Włączał on również do swej twórczości elementy improwizacji, happeningu, muzyki popularnej i awangardowego jazzu.